# UGC 3378
UGC 3378 est une galaxie elliptique située dans la constellation de la Girafe. Sa vitesse par rapport au fond diffus cosmologique est de 5 485 ± 55 km/s, ce qui correspond à une distance de Hubble de 80,9 ± 5,8 Mpc (∼264 millions d'al). 
Selon la base de données Simbad, UGC 3378 est une galaxie candidate au titre de galaxie active. 

## Supernova
La supernova SN 2010lt a été découverte dans UGC 3378 le 31 décembre 2010 par l'astronome canadien David J. Lane (en), et par les astronomes amateurs canadiens Paul Gray et K. A. Gray (sa fille). À noter que K. A. Gray (Kathryn Aurora Gray) est âgée de 10 ans au moment de la découverte, ce qui fait d'elle à ce jour la plus jeune personne à avoir été créditée pour la découverte d'une supernova, détrônant ainsi Caroline Moore (14 ans).
D'une magnitude apparente de 17 au moment de sa découverte, SN 2010lt était de type Ia-pec.